# Cantonul Lille-Ouest
Cantonul Lille-Ouest este un canton din arondismentul Lille, departamentul Nord, regiunea Nord-Pas-de-Calais, Franța.

## Comune
- Lambersart (Landbertsrode)
- Marquette-lez-Lille (Market(t)e)
- Rijsel (parțial, reședință)
- Saint-André-lez-Lille (Sint-Andries)
- Wambrechies (Wemmersijs)